# Servicio de Meteorología de la Aviación Militar Bolivariana
El Servicio de Meteorología de la Aviación Militar Bolivariana (SERMETAVIA) es un ente adscrito a la Aviación Militar Bolivariana de la Fuerza Armada Nacional Bolivariana (FANB). Se crea en Venezuela, el 10 de octubre de 1947, conformando por trece (13) estaciones que apoyaban las operaciones aéreas de la época, las cuales eran: Maiquetía(Estado La Guaira),Barquisimeto(Estado Lara), Santa Elena de Uairén(Estado Bolívar), Maturin(Estado Monagas), Mérida(Estado Mérida), Ciudad Bolívar(Estado Bolívar),Maracaibo(Estado Zulia),Tumeremo(Estado Bolívar), Porlamar(Estado Nueva Esparta), San Antonio del Táchira(Estado Tachira), San Fernando de Apure(Estado Apure), Coro(Estado Falcón) y Güiria(Estado Sucre). Estas estaciones pertenecían al Observatorio de Cajigal, adscrito a la Armada Bolivariana durante el año de 1948. A partir del año de 1949 pasa formar parte propiamente del Servicio de la Aviación Militar Bolivariana.

## Historia
Conformado inicialmente por las trece estaciones que conformaban las operaciones de la época, fue creado el 10 de octubre de 1947, estas estaciones estaban adscritas a la Armada Bolivariana, siendo en 1949 cuando el Servicio pasa a formar parte de la Aviación Militar Bolivariana.